# Peribasis helenor
Peribasis helenor är en skalbaggsart som först beskrevs av Newman 1851.  Peribasis helenor ingår i släktet Peribasis och familjen långhorningar. Inga underarter finns listade i Catalogue of Life.